# Apothekerstraße (Schwerin)

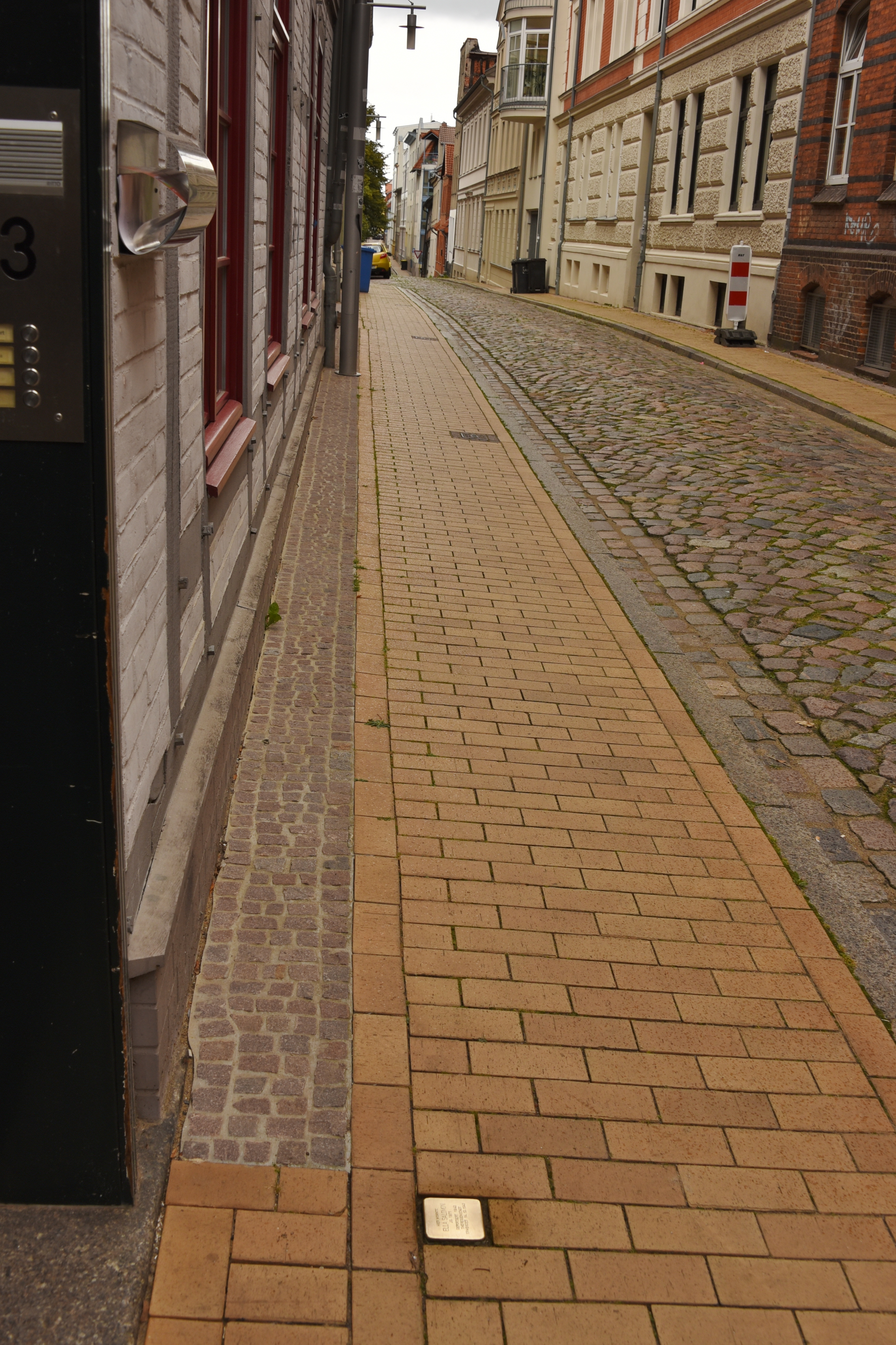
Die Straße

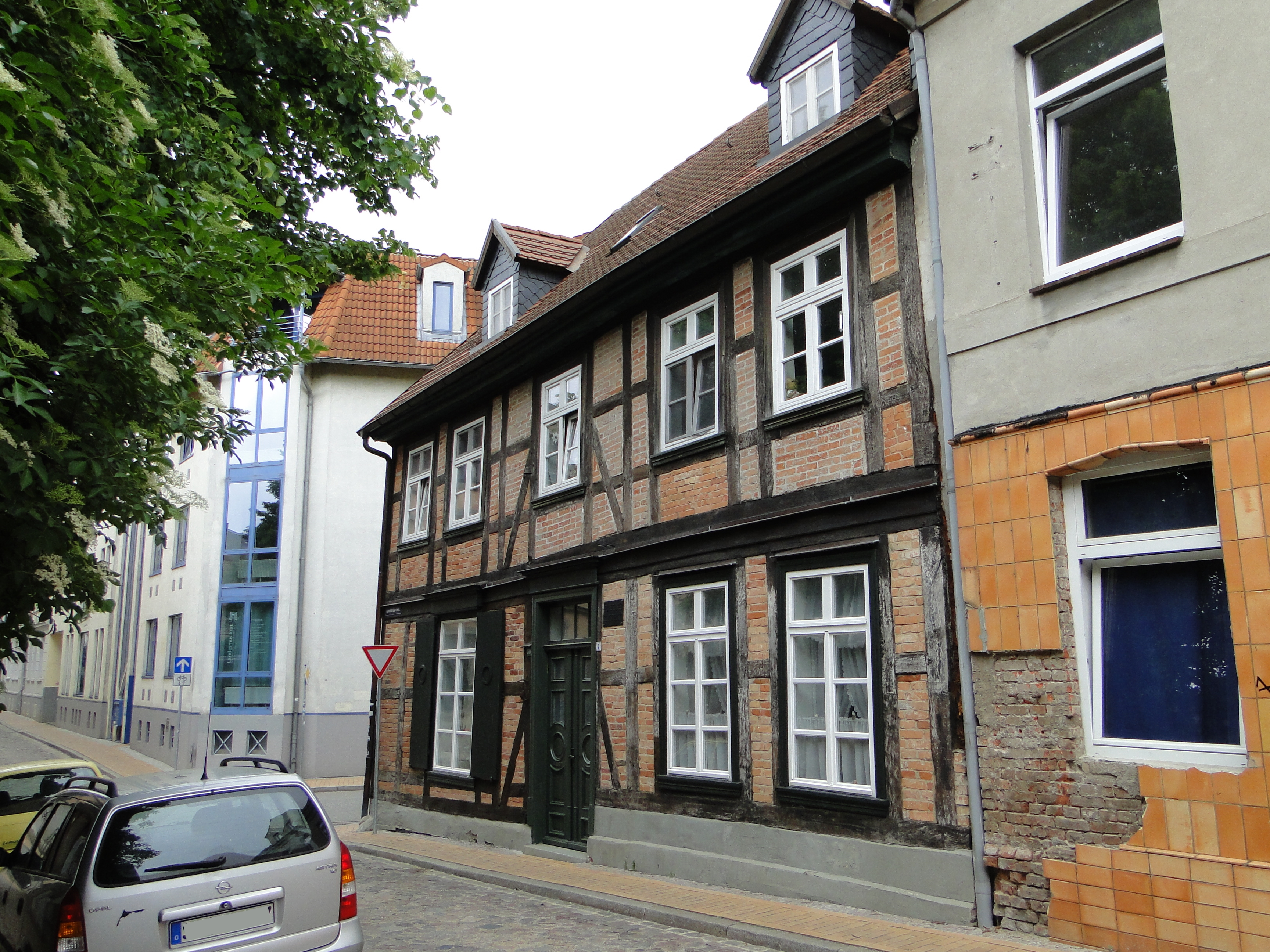
Nr. 30

Die Apothekerstraße ist eine 600 Meter lange historische Straße in Schwerin im Westen der Schelfstadt. Sie führt in Nord-Süd-Richtung vom Schweinemarkt und von der Mühlenstraße bis zur Körnerstraße / Pfaffenstraße.

## Nebenstraßen
Die Neben- und Anschlussstraßen wurden benannt als Schweinemarkt (1844) nach dem Markt (zuvor Pferdemarkt), Mühlenstraße nach einer früheren Mühle, August-Bebel-Straße (nach 1945) nach dem Politiker (SPD) August Bebel (1840–1913), Begründer der deutschen Sozialdemokratie (zuvor Marie Straße), Röntgenstraße nach dem Physiker Wilhelm Conrad Röntgen (1845–1923) (zuvor 3. Wasserstraße), Gaußstraße nach dem Mathematiker, Astronom, Geodät und Physiker Carl Friedrich Gauß (1777–1855) (zuvor 2. Wasserstraße), Körnerstraße nach dem Dichter, Schriftsteller und Freiheitskämpfer Theodor Körner (1791–1813) (zuvor 1. Wasserstraße) und Pfaffenstraße nach den Pfaffen = Pastoren, die diesen Weg zum Schweriner Dom nutzten.

## Geschichte

### Name
Die Apothekerstraße wurde im 18. Jahrhundert nach den Apothekergärten des altstädtischen Hofapothekers benannt. Die Gärten befanden sich um das Gelände des Fridericianum Schwerin.

### Entwicklung

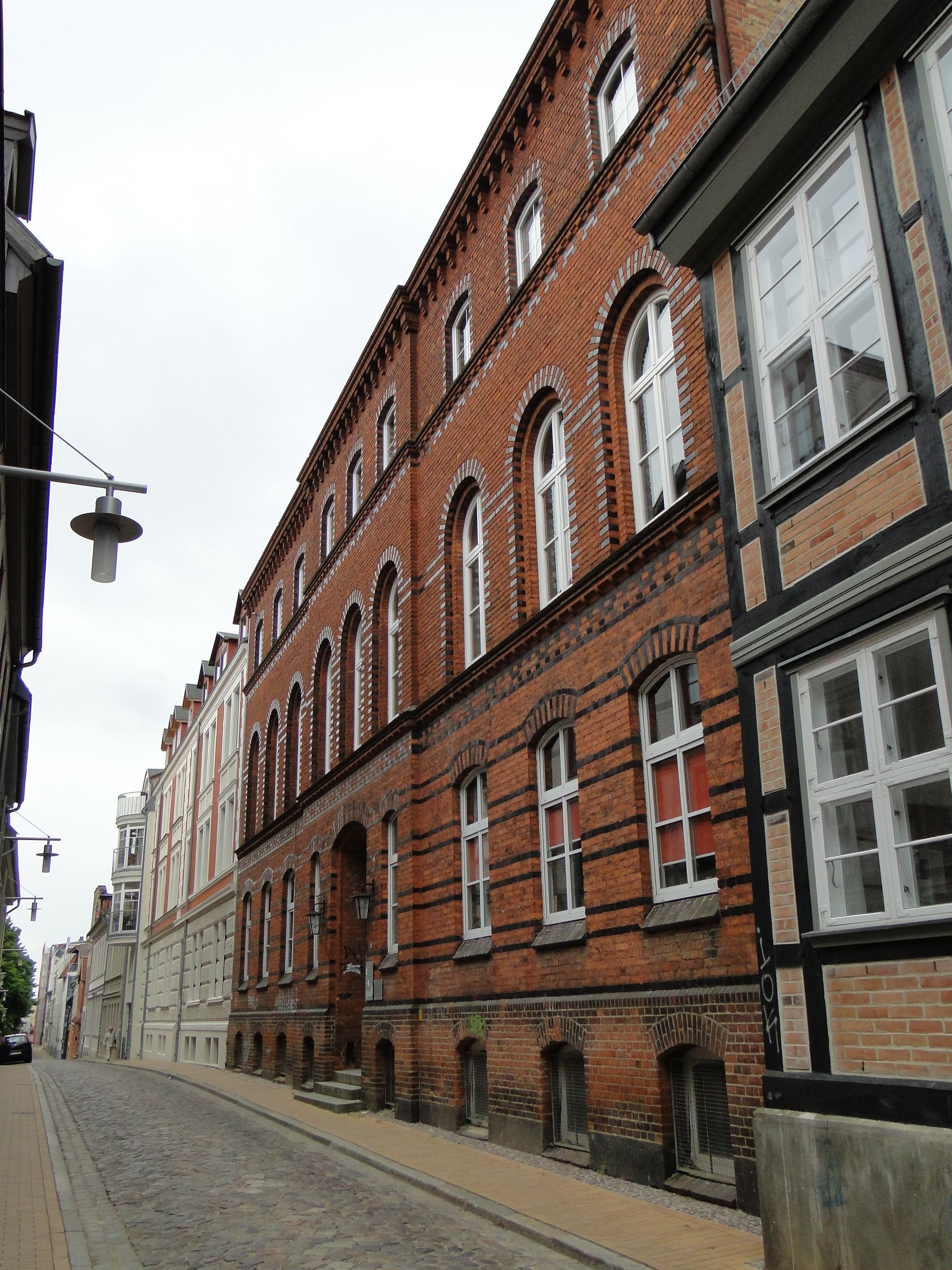
Nr. 48

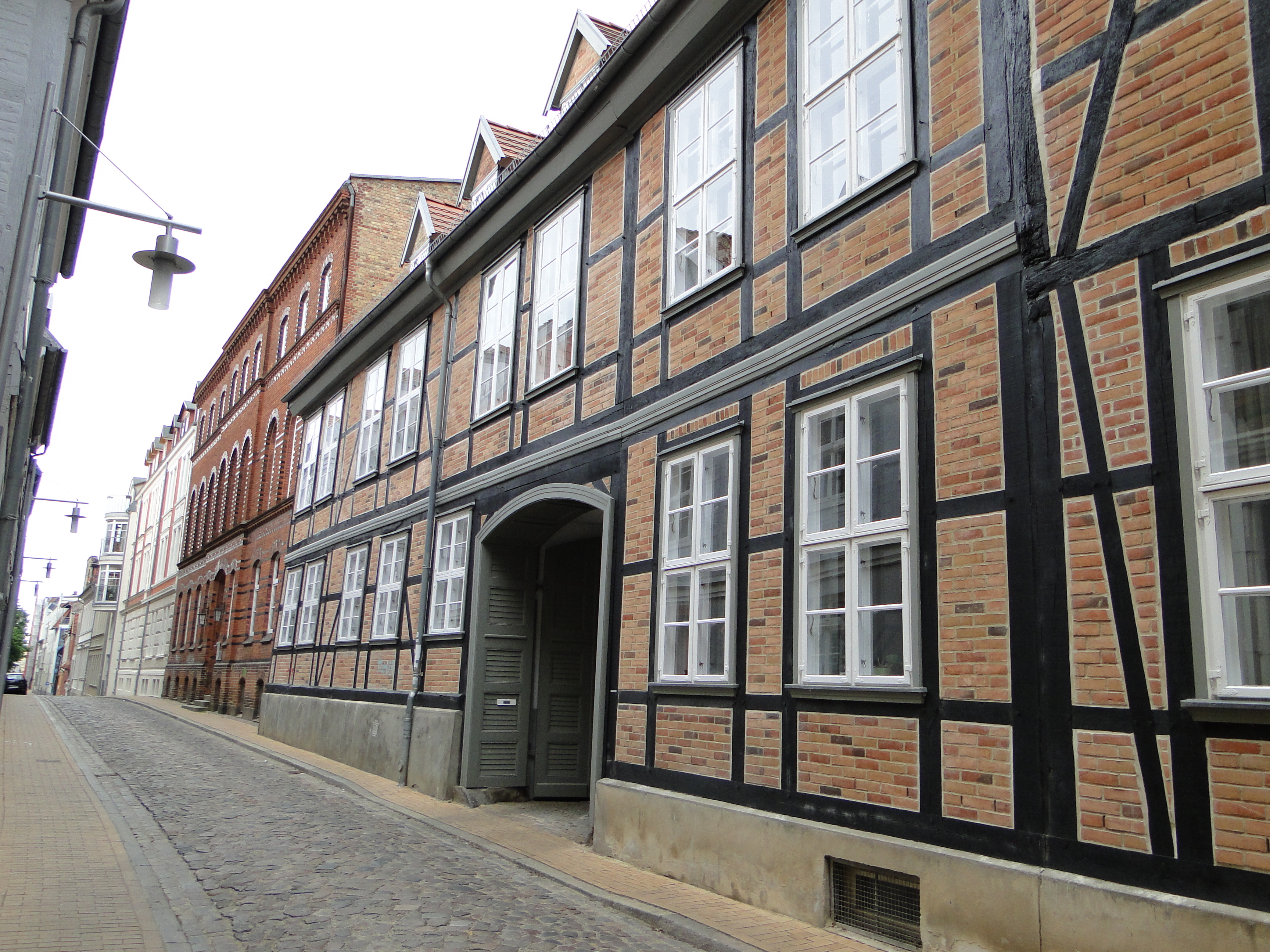
Ab Körnerstr. Nr. 5

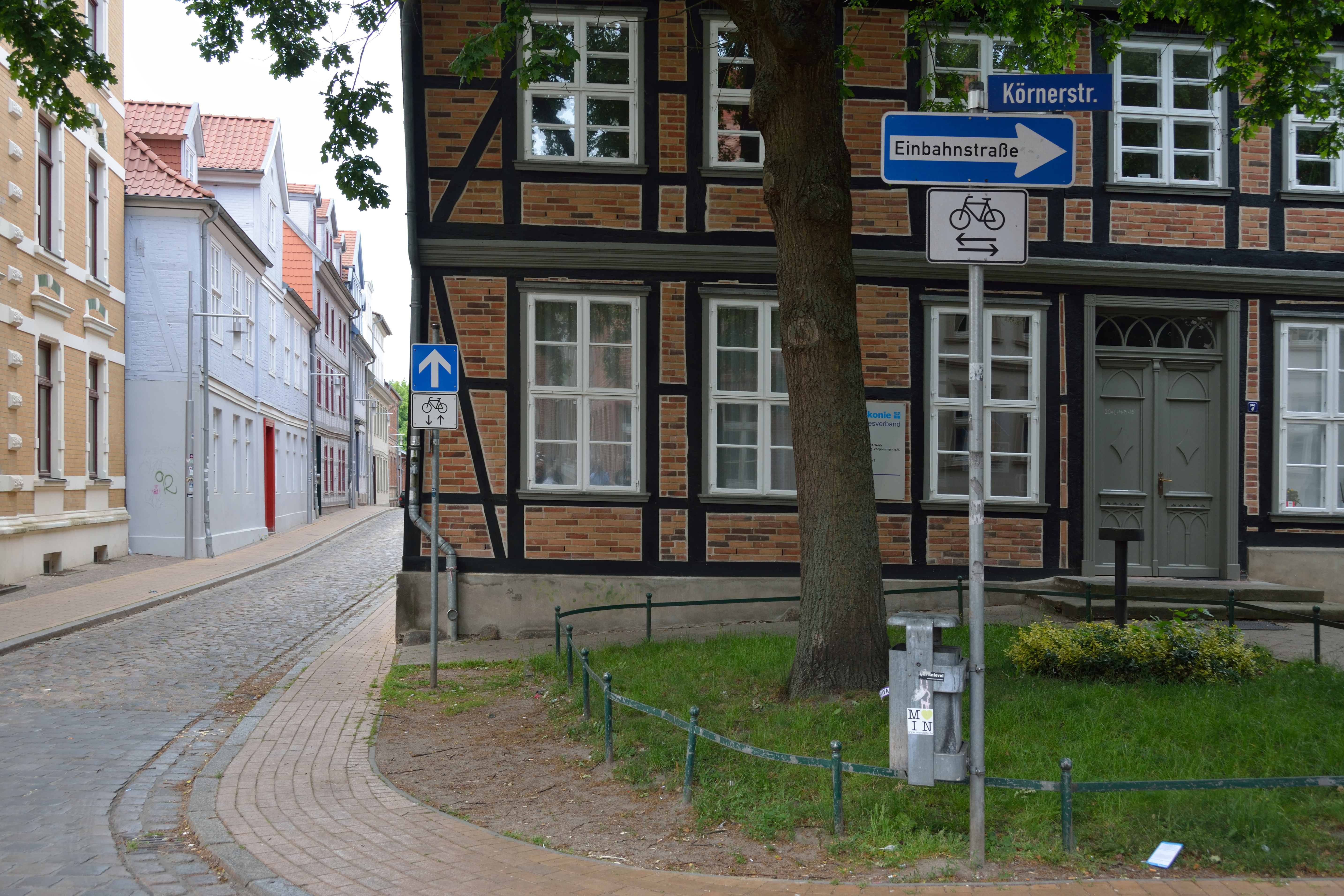
Ecke Körnerstraße Nr. 7

Die Schelfstadt, ursprünglich die Schelfe, seit 1349 auch Neustadt, entwickelte sich seit dem 11. Jahrhundert als zunächst selbstständiger Ort und ab 1705 als Stadt.
Die selbstständige Schelfstadt wurde 1832 mit der Altstadt Schwerin vereinigt. Nachdem 1837 Großherzog Paul Friedrich den herzoglichen Hof von Ludwigslust nach Schwerin verlegt hatte, erweiterte sich die Stadt auch nach Norden. Vor 1840 gingen die Gärten der Apothekerstraße noch bis zum Pfaffenteich. Hofbaumeister Georg Adolf Demmler begann um 1840 mit der Begradigung des Pfaffenteichufers. Ab den 1870er Jahren entstand die Bebauung am Ostufer (heute August-Bebel-Straße).
Im Rahmen der Städtebauförderung wurde die Schelfstadt 1991 Sanierungsgebiet. Danach erfolgte die Sanierung der Straße und der Häuser.
Verkehrlich wird die Straße durch die Buslinie 11 der Nahverkehr Schwerin GmbH (NVS) tangiert.

## Gebäude, Anlagen (Auswahl)

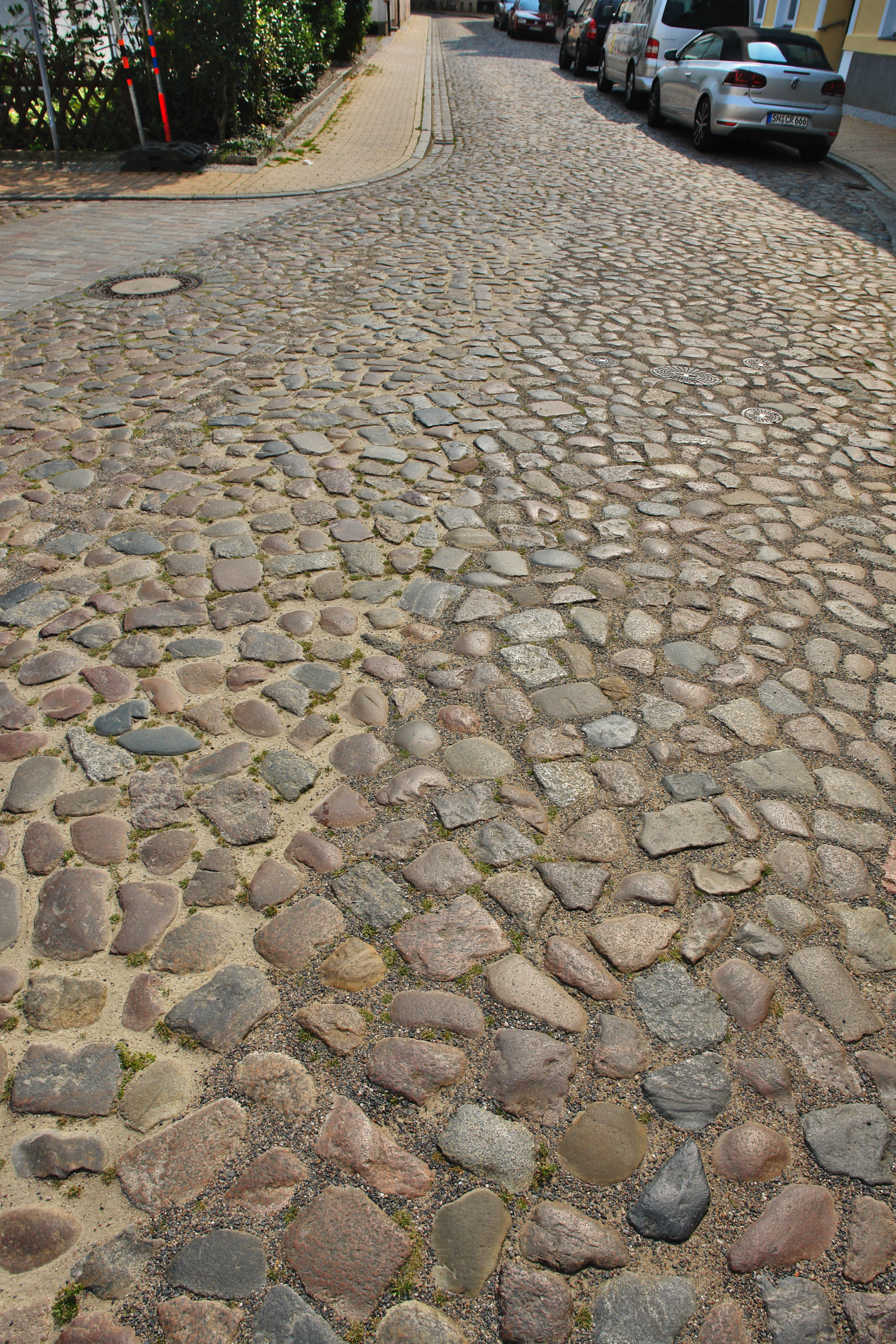
Lesesteinpflaster Ecke Mühlenstraße

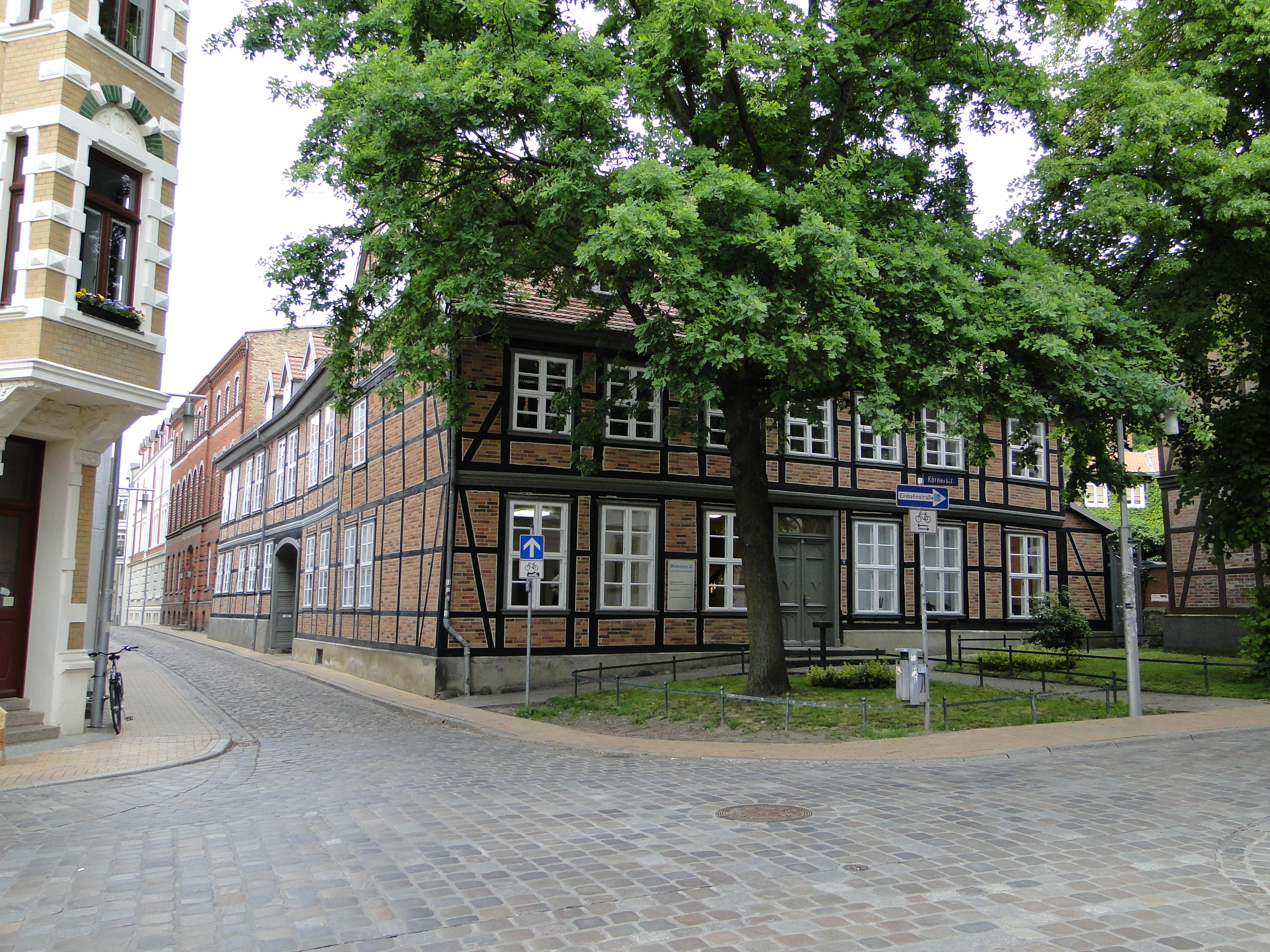
Körnerstraße Nr. 7: Stephanusstift

An der Straße stehen zumeist zwei- bis dreigeschossige Gebäude. Die mit (D) gekennzeichneten Häuser stehen unter Denkmalschutz.
- Das Straßenpflaster (D)
- Nr. 1: 2-gesch. verputztes Wohnhaus mit Büros (D)
- Nr. 3: 1-gesch. Wohnhaus (D) mit Fachwerk
- Nr. 5: 2-gesch. verputztes Wohnhaus
- Nr. 10: 3-gesch. Wohnhaus mit Straßenfassade (D) und Mezzaningeschoss; heute Kurzzeitpflegeeinrichtung der Volkssolidarität in Schwerin
- Nr. 12: 2-gesch. Wohnhaus von 1750 mit später überformtem Zwerchgiebel, 1866 wurde die Fachwerkwand zur Apothekerstraße durch eine Steinwand ersetzt; um 2000 saniert[2]
- Nr. 13: 3-gesch. Wohnhaus (D)
- Nr. 16: 2-gesch. Wohnhaus (D) als Fachwerkhaus
- Nr. 21, Ecke Röntgenstraße: 3-gesch. Wohneckhaus mit Giebelrisalit
- Nr. 28: 2-gesch. Wohnhaus mit Mezzaningeschoss
- Nr. 29: 2-gesch. Wohnhaus mit zwei Giebelrisaliten
- Nr. 30: 2-gesch. Wohnhaus (D) als Fachwerkhaus, zeitweise wohnte hier (1837) der Maler Gaston Lenthe (1805–1860)
- Nr. 32: 2-gesch. Wohnhaus; denkmalgeschützte Haustür (D)
- Nr. 34: 1-gesch. Wohnhaus; Original Fassade von nach 1799
- Nr. 35: 1-gesch. Turnhalle von 1887 (D) des ehem. Gymnasiums Fridericianum Schwerin
- Nr. 35: 2-gesch. Anbau für Fachklassen des Fridericianums von 1908
- Nr. 36: 2-gesch. Flügelanbau mit Bohlenbinderkonstruktion (D) hinter 4-gesch. einfachem Wohnhaus
- Nr. 38: 2-gesch. Wohnhaus mit Büros (D)
- Nr. 40: 3-gesch. Wohn- und Geschäftshaus von um 1863 (D) mit Vereinsraum des Guttemplerordens; saniert 2001 nach Plänen von Ines und Detlef Junker
- Nr. 41: 2- gesch. barockes Wohnhaus von 1747 mit Mansarddach und einer Bohlenbinderkonstruktion; im 1-gesch. Nebenhaus blieb eine offene Herdstelle erhalten; nach 2000 saniert.[3] Sitz der Stiftung Kirchgemeindliche Arbeit in Schwerin
- Nr. 43: 2-gesch. verputztes Wohnhaus mit Büros (D)
- Nr. 45: 1-gesch. Wohnhaus (D)
- Nr. 46: 3-gesch. Wohnhaus im Stil der Gründerzeit
- Nr. 48: 3-gesch. ehem. Vereinshaus von 1893 (D), heute: Bildungsstätte und Begegnungszentrum des Diakonischen Werks Mecklenburg-Vorpommern
  - mit 1-gesch. stadtgeschichtlich bedeutsamem Saalanbau (Wichernsaal) (D), einst Tagungsort der mecklenburgischen Synode und Probenraum des Sinfonieorchesters; um 2018/19 mit EU-Mitteln saniert
- Körnerstraße Nr. 7: 2-gesch. Stephanusstift mit Flügelanbau von 1710 (D) als Fachwerkhaus; heute Evangelisches Pfarramt, 1992 saniert nach Plänen von Heidrun von Gusnar (Kühlungsborn)
- Körnerstraße Nr. 11: 3-gesch. Wohn- und Geschäftshaus im Stil der Gründerzeit

### Denkmale, Gedenken
- Bronzeskulptur Sauengruppe mit Ferkel auf dem Schweinemarkt, 1995 von Hans-Werner Könecke
- Stolpersteine Schwerin bei Gebäude
  - Nr. 43: Für Ella Salomon (1871–1943 im Ghetto Theresienstadt)